# Ardovo
Ardovo (Hongaars: Pelsőcardó) is een Slowaakse gemeente in de regio Košice, en maakt deel uit van het district Rožňava.
Ardovo telt 156 inwoners.